# Sadism
| Sadism |
| --- |
| - Betydelse – (sexuellt) intresse för att tillfoga smärta eller förnedring - Relaterade begrepp – masochism, sadomasochism - ICD-10 – som sadomasochism |

Sadism är att uppleva njutning av någon annan människas eller djurs lidande, och i sexuella sammanhang (sexualsadism) räknas intresset som en form av parafili. En person som har sådana känslor kallas sadist.
Njutningen kan bestå av att förödmjuka och förnedra någon annan, tvinga till underkastelse och/eller tillfoga någon fysisk eller psykisk smärta. Den sexuella varianten har historiskt setts som en svår psykisk störning. I ett alltmer individualistiskt samhälle ses sadism istället som en av många möjliga parafilier, och 2009 ströks det relaterade fenomentet sadomasochism (njutning av att antingen tillfoga eller uppleva smärta) från svenska Socialstyrelsens lista på sjukdomsdiagnoser.

## Historik och i kulturen

### Bakgrund och myntande
Den franske filosofen Blaise Pascal konkluderade 1658 att människan både var universums ära och dess avskum. Enligt psykoanalytikerna präglas den mänskliga existens av två motsatta drifter – livsdriften (eros) och dödsdriften (thanatos), och den senare driften är kopplad till destruktivt beteende.
Det kliniska begreppet sadism myntades av psykiatriprofessor Richard von Krafft-Ebing år 1866, som motsats till masochism. Markis de Sade hade tidigare och med särskilt eftertryck skildrat denna typ av njutning i pornografiska berättelser som Justine eller dygdens besvärligheter (1791), och Krafft-Ebing namngav det kliniska begreppet efter markisen.
Sadismen ingår här i ett starkt ritualiserat sammanhang, med syftet att erfara sexuell upphetsning och en möjlig orgasm.

### Destruktiv betydelse
Ordet sadism har ofta också använts i betydelser som "frånstötande grymhet", "sjuklig önskan att bryta ner andra människor med våld och tortyr" – oavsett sexuell kontext. Detta speglar en äldre medicinsk uppfattning att sexuella sadister är fixerade vid ett primitivt behov av att tortera sina offer/partners med omåttlig grymhet.
Psykologen Theodore Millon (1928–2014), som studerade personlighetsstörningar, definierade fyra typer av sadismer. Dessa var, enligt honom:
- Ryggradslös sadism – kännetecknad av undvikande personlighet
- Tyrannisk sadism – paranoid eller negativistisk personlighet
- Påtvingande sadism – tvångsmässig personlighet
- Explosiv sadism – Borderline-personlighet

### Modern klassificering
Den plågande grundbetydelsen av begreppet överges allt mer, och sadomasochism, F65.5, ströks 2009 från den svenska Socialstyrelsens lista på sjukdomsdiagnoser. I populärt språkbruk är uttryck som "sadistisk mördare" eller "sadistisk pojkvän" dock fortfarande vanliga, och inom vissa delar av feminismen ses ofta fenomenet den sadomasochistiska dynamiken som ett förtryckande verktyg hos patriarkatet.
I en norsk forskningsstudie 2015 meddelade fler undersökningsdeltagare en preferens för att ta emot smärta än att tillfoga smärta. Det var också betydligt fler kvinnor än män som uppskattade att ta emot smärta, med motsvarande fler män som uppskattade att tillfoga smärta.

## Brott eller lek
Intresset för sadism kan beröra handlingar eller endast tankar omkring handlingarna. Intresset är kopplat till att vilja tillfoga smärta och lidande, ofta både fysiskt och psykiskt (som genom förnedring). Som att noteras som en parafili eller störning bör intresset vara stadigvarande.
Det sadistiska intresset kan utövas olagligt, emot någon annans vilja (som vid misshandel eller våldtäkt). Det kan också vara del av ett samtyckt rollspel (se BDSM) där sadistens partner går in i en undergiven och masochistisk roll och frivilligt antar rollen av "offer". Detta ömsesidiga rollspel benämns ofta som sadomasochism, och det är vanligt att en individ både njuter av att agera som sadist och masochist (switch, efter engelskans ord för växel/växla).
Det finns teorier om att den längtan efter att fokusera och njuta av smärta som kännetecknar masochisten även kan vara del av sadistens upplevelse. Tanken baserar sig på att människor ofta upplever känslor via att se och märka av andras uttryck av känslor. Då skulle sadistens intresse för masochistens uttryckande av smärta kunna leda till en aktivering av sadistens egen empati. Omvänt kan även masochistens mål med sitt uttryck av smärta vara att uppväcka sadistens egna känslor.